# 陈炜 (微电子学家)
陈炜，电子学专家，清华大学教授，研究方向为超导电子学、纳电子学，中华人民共和国教育部2007年度“长江学者”特聘教授。

## 生平
1995年获得剑桥大学博士学位，后在清华大学任教。